# Aulacus bituberculatus
Aulacus bituberculatus är en stekelart som beskrevs av Cameron 1899. Aulacus bituberculatus ingår i släktet Aulacus och familjen vedlarvsteklar. Inga underarter finns listade.